# Domadice
Domadice é um município da Eslováquia, situado no distrito de Levice, na região de Nitra. Tem 13,62 km² de área e sua população em 2018 foi estimada em 235 habitantes.

## Demografia
| Ano:        | 1994 | 2004    | 2014   | 2024   |
| ----------- | ---- | ------- | ------ | ------ |
| Broj ljudi: | 306  | 241     | 249    | 236    |
| Razlika:    |      | -21,24% | +3,31% | -5,22% |

| Ano:               | 2023 | 2024   |
| ------------------ | ---- | ------ |
| Número de pessoas: | 241  | 236    |
| Diferença:         |      | -2,07% |